# Dietmar Henze
Dietmar Henze (* 7. August 1935 in Berlin) ist ein deutscher Geograph und Historiker. Er ist Verfasser der mehrbändigen Enzyklopädie der Entdecker und Erforscher der Erde, eines methodisch einheitlichen Groß- und Grundwerks zur außereuropäischen Entdeckungsgeschichte der Europäer.

## Leben und Wirken
Henze interessierte sich bereits in der Schulzeit für Geographie und die angrenzenden Fachgebiete und trat als Zwölfjähriger in Briefkontakt mit dem schwedischen Asienforscher Sven Hedin, was ihn zu ersten geographischen Arbeiten inspirierte. Prägend war auch die Begegnung mit Karl Helbig 1949 in Hamburg, mit dem er bis zu dessen Tod im Jahr 1991 in Kontakt stand und der Henze mit Forschern wie Johannes Georgi bekannt machte. 1951 wurde Henze auf Empfehlung Helbigs und Walter Behrmanns in die Gesellschaft für Erdkunde zu Berlin aufgenommen. Henze war im Jahr 1953 einige Wochen Privatschüler von Ewald Banse in Braunschweig, bis zu dessen Tod als dessen letzter Schüler.
Nach einer abgebrochenen kaufmännischen Lehre und nachgeholtem Abitur an der Askanischen Schule in Berlin studierte Henze Geographie, Geologie und Ethnologie in Tübingen und Berlin und wurde 1968 bei Herbert Lehmann in Frankfurt am Main mit der Arbeit Ewald Banse und seine Stellung in der Geographie promoviert.
Seit 1970 arbeitete Henze an der Enzyklopädie der Entdecker und Erforscher der Erde, das zuletzt in fünf gebundenen Büchern im Lexikonformat mit insgesamt mehr als 3600 Seiten bei der Grazer Akademischen Druck- und Verlagsanstalt (ADEVA) erschien. Neben der Veröffentlichung weiterer fachspezifischer Werke als Autor verfasste er ebenfalls Vorworte zu Nachdrucken verschiedener Werke.

## Enzyklopädie der Entdecker und Erforscher der Erde
An diesem Werk, mit dem er sich seit 1970 ausschließlich beschäftigte, arbeitete Henze rund dreißig Jahre. Es umfasst in fünf Bänden mehrere hundert Biographien von Persönlichkeiten, die seit Anfang der Geschichtsschreibung bis zum Ende des 19. Jahrhunderts die Welt erforschten. Die Biografien sind teilweise sehr umfangreich und erstrecken sich in Einzelfällen über mehr als hundert Seiten. Henze zeichnet darin ebenfalls die von ihnen unternommenen Reisen nach.
Zum Beispiel geht Henze der Frage nach, ob Marco Polo alle von ihm beschriebenen Gebiete tatsächlich bereist hat und in China war, oder viele der Örtlichkeiten ihm nur von zugetragenen Berichten bekannt waren und er diese in seinen Aufzeichnungen verarbeitete. Henze kommt in seiner Beweisführung zu dem Schluss, dass Marco Polo die Reise, so wie er sie darstellte, nicht in vollem Umfang unternommen haben könne.
Kritik an Henzes Werk gab es unter anderem wegen der Tatsache, dass Henze in seiner Enzyklopädie eine rein abendländische Perspektive vertritt und außereuropäische Entdecker mit wenigen Ausnahmen außer Acht lässt.

## Veröffentlichungen (Auswahl)

### Als Autor
- Ewald Banse und seine Stellung in der Geographie auf Grund seiner Schriften, Tagebücher und Briefe. Dissertation. Frankfurt am Main, 1968.[2]
- Landschaftsbilder der Erde. Landschaftsbeschreibungen berühmter Forscher u. Reisender d. 18., 19. u. 20. Jahrhunderts. München, Goldmann 1962 (= Goldmanns gelbe Taschenbücher Nr. 899).
- Enzyklopädie der Entdecker und Erforscher der Erde. 5 Bde. ADEVA, Graz 1975–2004.
- Enzyklopädie der Entdecker und Erforscher der Erde. 6 Bde. Neuausgabe. WBG, Darmstadt 2011.
- Deutschlands Anteil an der geographischen Erforschung der außereuropäischen Erdteile im 20. Jahrhundert.
  - Teil 1: Von 1900 bis zum Ausbruch des Zweiten Weltkrieges. Steiner, Stuttgart 2016, ISBN 978-3-515-11328-1.
  - Teil 2: Der Ausklang nach dem Zweiten Weltkrieg. Steiner, Stuttgart 2017, ISBN 978-3-515-11685-5.
- Deutsches Leben und Wirken in den Südsee-Schutzgebieten des Kaiserreichs (1884–1914). Isensee, Oldenburg 2019, ISBN 978-3-7308-1542-7.

### Als Herausgeber (Vorwort)
- Gustav Nachtigal: Sahara und Sudan. Ergebnisse sechsjähriger Reisen in Afrika. Nachdruck der Ausgabe Berlin und Leipzig 1879–1881 sowie 1889 (3 Bände). ADEVA, Graz 1967, ISBN 3-201-00249-6.
- Peter Simon Pallas: Reise durch die verschiedenen Provinzen des Russischen Reiches. Nachdruck. (3 Bände + Tafelband). ADEVA, Graz 1967
- Carsten Niebuhr: Reisebeschreibung nach Arabien und den umliegenden Ländern. Photomechanischer Nachdruck der Ausgabe Kopenhagen 1774–1778 und Hamburg 1837 (3 Bände). ADEVA, Graz 1968.
- Carsten Niebuhr: Beschreibung von Arabien. Nachdruck der Ausgabe Kopenhagen 1772. ADEVA, Graz 1969.
- Leonhart Rauwolff: Aigentliche Beschreibung der Raiss inn die Morgenländer. Nachdruck der Ausgabe Lauingen, Willers 1583. ADEVA, Graz 1971.
- Ferdinand von Richthofen: China. Bd. 1. Nachdruck der Ausgabe Berlin, Reimer 1877. ADEVA, Graz 1971.
- Baron Carl Claus von der Decken’s Reisen in Ost-Afrika in den Jahren 1859 bis 1865. Photomechanischer Nachdruck der 1869 bei der C. F. Winter’schen Verlagshandlung in Leipzig und Heidelberg erschienenen Ausgabe. Bd. 1 u. 2. ADEVA, Graz 1978.